# لوسي كورين (روائية)
لوسي كورين (بالإنجليزية: Lucy Corin)‏ (1970، شيكاغو في الولايات المتحدة)؛ روائية أمريكية. درست في جامعة ديوك.